# Корышиха
Корышиха — река в России, протекает в Первомайском районе Ярославской области; левый приток реки Козинка. В верхнем течении пересыхает. Крупнейший приток — Ильмеж (справа). Сельские населённые пункты около реки: Сосновка и Гусево.